# Método de las dos fases
El Método de las Dos Fases es una variante del Algoritmo símplex, es usado como alternativa al Método de la Gran M pues evita el uso de la constante {\displaystyle M}; este método resuelve el modelo de programación lineal en dos fases, en la fase {\displaystyle \operatorname {I} } se trata de encontrar la solución factible básica inicial y, si se halla una, se invoca la fase {\displaystyle \operatorname {II} } para resolver el problema original.

## Procedimiento
Primero se agregan las variables necesarias a cada restricción funcional para obtener restricciones de igualdad equivalentes.

#### FaseI{\displaystyle \operatorname {I} }
Se determina una solución básica de la ecuación resultante que siempre minimice la suma de las variables artificiales, independientemente de si el modelo de programación lineal es de maximización o de minimización. Si el valor mínimo de la suma es positivo, el problema de PL no tiene una solución factible; de lo contrario prosiga con la fase {\displaystyle \operatorname {II} }. 

#### FaseII{\displaystyle \operatorname {II} }
Use la solución factible de la fase {\displaystyle \operatorname {I} } como una solución factible básica inicial para el problema primal.